# An-Li Kachelhoffer
An-Li Kachelhoffer, geb. Pretorius, auch Pretorius-Kachelhoffer, (* 16. August 1987 in Pretoria) ist eine ehemalige südafrikanische Radrennfahrerin.

## Sportliche Laufbahn
2012 errang An-Li Kachelhoffer zwei Silbermedaillen bei den Afrikameisterschaften, im Straßenrennen sowie im Einzelzeitfahren. 2014 und 2015 ging sie bei Straßenweltmeisterschaften an den Start. 2015 sowie 2016 wurde sie jeweils Afrikameisterin im Mannschaftszeitfahren.
2016 wurde Kachelhoffer südafrikanische Meisterin im Straßenrennen. Später im Jahr startete sie im Straßenrennen der Olympischen Spiele in Rio de Janeiro und belegte Platz 39.
An-Li Kachelhoffer ist verheiratet mit dem ehemaligen Radrennfahrer Hanco Kachelhoffer.

## Erfolge
2012
- Afrikameisterschaft – Straßenrennen, Einzelzeitfahren

2015
- Afrikameisterin – Mannschaftszeitfahren (mit Lise Olivier, Ashleigh Moolman-Pasio und Heidi Dalton)
- eine Etappe Tour Cycliste Féminin International de l’Ardèche

2016
- Afrikameisterin – Mannschaftszeitfahren (mit Samantha Sanders, Anriette Schoeman und Lise Olivier)
- Südafrikanische Meisterin – Straßenrennen

## Teams
- 2010 MTN Energade
- 2012 Lotto Belisol Ladies
- 2016 Lotto Soudal Ladies
- 2017 Lotto Soudal Ladies